# Seznam rybníků v okrese Žďár nad Sázavou
Seznam rybníků v okrese Žďár nad Sázavou zahrnuje rybníky, které se nalézají v okrese Žďár nad Sázavou. Jsou zde zařazeny vodní plochy, jejichž rozloha přesahuje 5 hektarů či jsou tato vodní díla něčím významná (např. jsou vyhlášena jako chráněné území).

## Seznam
| Vodní plocha            | Obrázek | Rozloha (ha) | Vodní tok           | Obec                      | GPS                              |
| ----------------------- | ------- | ------------ | ------------------- | ------------------------- | -------------------------------- |
| Velké Dářko             |         | 206          | Sázava              | Polnička                  | 49°38′17″ s. š., 15°53′51″ v. d. |
| Veselský rybník         |         | 87           | Oslava              | Nové Veselí               | 49°31′20″ s. š., 15°53′35″ v. d. |
| Matějovský rybník       |         | 69           | Oslava              | Matějov                   | 49°32′15″ s. š., 15°53′2″ v. d.  |
| Rendlíček               |         | 39,5         | Rendlíčkovský potok | Březí nad Oslavou         | 49°29′42″ s. š., 15°55′8″ v. d.  |
| Velký netínský rybník   |         | 35,8         | Zátoky              | Netín                     | 49°24′3″ s. š., 15°57′48″ v. d.  |
| Znětínecký rybník       |         | 32,8         | Znětínecký potok    | Pavlov                    | 49°27′39″ s. š., 15°55′30″ v. d. |
| Bohdalovský rybník      |         | 32           | Belfrídský potok    | Bohdalov                  | 49°28′4″ s. š., 15°52′10″ v. d.  |
| Záhumenní rybník        |         | 29           | nepojmenovaný       | Bohdalov                  | 49°28′42″ s. š., 15°52′10″ v. d. |
| Medlov                  |         | 21,8         | Medlovka            | Fryšava pod Žákovou horou | 49°36′51″ s. š., 16°3′7″ v. d.   |
| Strž                    |         | 21           | Stržský potok       | Světnov                   | 49°36′38″ s. š., 15°57′15″ v. d. |
| Vazebný rybník          |         | 20           | Bohdalovský potok   | Rudolec                   | 49°28′22″ s. š., 15°51′24″ v. d. |
| Vlkovský rybník         |         | 18,5         | Bílý potok          | Vlkov                     | 49°19′14″ s. š., 16°12′21″ v. d. |
| Velký Navrátil          |         | 18,4         | Radkovský potok     | Horní Libochová           | 49°24′37″ s. š., 16°10′16″ v. d. |
| Velký sklenský rybník   |         | 18,3         | Babačka             | Sklené nad Oslavou        | 49°27′31″ s. š., 16°3′17″ v. d.  |
| Dolnolibochovský rybník |         | 17,6         | Libochůvka          | Dolní Libochová           | 49°24′25″ s. š., 16°11′ v. d.    |
| Sykovec                 |         | 15,0         | Medlovka            | Tři Studně                | 49°36′32″ s. š., 16°2′19″ v. d.  |
| Velký Chlostov          |         | 17,2         | Bítýška             | Březejc                   | 49°21′10″ s. š., 16°6′51″ v. d.  |
| Domanínský rybník       |         | 17,2         | Bystřice            | Domanín                   | 49°32′47″ s. š., 16°12′11″ v. d. |
| Podvesník               |         | 16           | Pavlovský potok     | Pavlov                    | 49°27′2″ s. š., 15°55′34″ v. d.  |
| Závistský rybník        |         | 15,3         | nepojmenovaný       | Lavičky                   | 49°23′34″ s. š., 15°58′11″ v. d. |
| Mezibořský rybník       |         | 14,3         | Libochůvka          | Strážek                   | 49°24′32″ s. š., 16°13′12″ v. d. |
| Nový rybník             |         | 13,8         | Sázava              | Polnička                  | 49°37′44″ s. š., 15°54′12″ v. d. |
| Nový ořechovský rybník  |         | 13,5         | Bítýška             | Ořechov                   | 49°21′13″ s. š., 16°7′28″ v. d.  |
| Rudský rybník           |         | 12,2         | Pelgramský potok    | Ruda                      | 49°19′33″ s. š., 16°8′24″ v. d.  |
| Velký Babín             |         | 12           | nepojmenovaný       | Matějov                   | 49°32′37″ s. š., 15°53′52″ v. d. |
| Štěpnice                |         | 11,6         | Bílý potok          | Osová Bítýška             | 49°19′56″ s. š., 16°11′35″ v. d. |
| Kuchyň                  |         | 11,2         | Pikárecký potok     | Pikárec                   | 49°25′36″ s. š., 16°8′7″ v. d.   |
| Tvrzský rybník          |         | 10,2         | Bítýška             | Ořechov                   | 49°21′5″ s. š., 16°7′57″ v. d.   |
| Dolní Tis               |         | 10           | Luční potok         | Pikárec                   | 49°26′13″ s. š., 16°5′53″ v. d.  |
| Vrkoč                   |         | 9,7          | Zátoky              | Netín                     | 49°24′14″ s. š., 15°57′5″ v. d.  |
| Konventský rybník       |         | 9,5          | Pernička            | Žďár nad Sázavou          | 49°35′1″ s. š., 15°56′28″ v. d.  |
| Velký mirošovský rybník |         | 9,4          | Mirošovský potok    | Mirošov                   | 49°27′40″ s. š., 16°8′2″ v. d.   |
| Malé Dářko              |         | 9,4          | Štírový potok       | Vojnův Městec             | 49°39′53″ s. š., 15°52′54″ v. d. |
| Křižovník               |         | 9,1          | Nový potok          | Křižanov                  | 49°22′1″ s. š., 16°6′41″ v. d.   |
| Horní Tis               |         | 9            | Luční potok         | Pikárec                   | 49°25′58″ s. š., 16°6′5″ v. d.   |
| Pikárecký rybník        |         | 8,9          | Pikárecký potok     | Pikárec                   | 49°25′44″ s. š., 16°7′29″ v. d.  |
| Radonínský rybník       |         | 8,6          | Šabrava             | Žďár nad Sázavou          | 49°32′50″ s. š., 15°55′59″ v. d. |
| Piknusek                |         | 8            | nepojmenovaný       | Moravec                   | 49°27′9″ s. š., 16°9′24″ v. d.   |
| Milovský rybník         |         | 7,5          | Černý potok         | Sněžné                    | 49°40′0″ s. š., 16°5′28″ v. d.   |
| Borek                   |         | 7,5          | nepojmenovaný       | Stránecká Zhoř            | 49°23′0″ s. š., 15°55′26″ v. d.  |
| Silnice                 |         | 7,4          | nepojmenovaný       | Jívoví                    | 49°24′21″ s. š., 16°7′11″ v. d.  |
| Osovec                  |         | 7,2          | Nový potok          | Ořechov                   | 49°21′41″ s. š., 16°6′47″ v. d.  |
| Bránský rybník          |         | 7            | Sázava              | Žďár nad Sázavou          | 49°34′54″ s. š., 15°56′1″ v. d.  |
| Nohavice                |         | 6,8          | Radkovský potok     | Radkov                    | 49°25′45″ s. š., 16°9′23″ v. d.  |
| Loučský rybník          |         | 6,8          | Nový potok          | Křižanov                  | 49°22′9″ s. š., 16°6′15″ v. d.   |
| Podleský rybník         |         | 6,7          | nepojmenovaný       | Jívoví                    | 49°24′38″ s. š., 16°6′47″ v. d.  |
| Zuberský rybník         |         | 6,6          | Nedvědička          | Zubří                     | 49°34′36″ s. š., 16°8′ v. d.     |
| Kyšperský rybník        |         | 6,0          | Kyšperský potok     | Křižánky                  | 49°41′7″ s. š., 16°3′37″ v. d.   |
| Skalský rybník          |         | 6,0          | Bystřice            | Lísek                     | 49°33′49″ s. š., 16°11′3″ v. d.  |
| Podhradský rybník       |         | 5,8          | Libochůvka          | Křižanov                  | 49°23′38″ s. š., 16°6′49″ v. d.  |
| Strážník                |         | 5,8          | Radkovský potok     | Moravec                   | 49°25′56″ s. š., 16°8′15″ v. d.  |
| Malý Chlostov           |         | 5,8          | Bítýška             | Březejc                   | 49°20′55″ s. š., 16°6′54″ v. d.  |
| Staropavlovský rybník   |         | 5,8          | nepojmenovaný       | Pavlov                    | 49°27′30″ s. š., 15°54′55″ v. d. |
| Kamenný rybník          |         | 5,7          | Šabrava             | Žďár nad Sázavou          | 49°32′52″ s. š., 15°56′35″ v. d. |
| Dívka                   |         | 5,7          | nepojmenovaný       | Žďár nad Sázavou          | 49°34′15″ s. š., 15°54′35″ v. d. |
| Losenický rybník        |         | 5,7          | Losenický potok     | Velká Losenice            | 49°35′15″ s. š., 15°49′55″ v. d. |
| Vepřovský nový rybník   |         | 5,5          | Losenický potok     | Vepřová                   | 49°37′3″ s. š., 15°50′43″ v. d.  |
| Dolnomlýnský potok      |         | 5,5          | Bohdalovský potok   | Bohdalov                  | 49°28′42″ s. š., 15°52′59″ v. d. |
| Stříbrný rybník         |         | 5,4          | Sázava              | Polnička                  | 49°36′43″ s. š., 15°54′35″ v. d. |
| Velký rybník            |         | 5,3          |                     | Žďár nad Sázavou          | 49°33′35″ s. š., 15°56′51″ v. d. |
| Nadvepřovský rybník     |         | 5            | Losenický potok     | Račín                     | 49°37′3″ s. š., 15°51′ v. d.     |
| Hodíškovský rybník      |         | 0,9          | Hodíškovický potok  | Hodíškov                  | 49°30′36″ s. š., 16°2′5″ v. d.   |